# Kiesteich Lohnde
Der Kiesteich Lohnde ist eine ehemalige Kiesgrube westlich des Seelzer Stadtteils Lohnde. Der Kiesteich liegt im Überschwemmungsgebiet der Leine. Er wird von Grundwasser gespeist.
Das Ufer des Sees wird überwiegend von Gehölzen bestanden. Am Ostufer gibt es eine Wiese mit einer Badestelle. Diese ist über einen Feldweg von Lohnde aus zu erreichen.
Der See ist im Privatbesitz. Er wird seit Mitte der 1980er Jahre von der Stadt Seelze gepachtet, um ihn als Naherholungsgebiet nutzen zu können. Neben der Nutzung als Badesee wird das Gewässer auch von einem Tauchverein als Tauchgewässer genutzt.